# Wólka Dostojewska
Wólka Dostojewska (biał. Вулька Дастоеўская, Wulka Dastojeuskaja; ros. Вулька Достоевская, Wulka Dostojewskaja) – wieś na Białorusi, w obwodzie brzeskim, w rejonie janowskim, w sielsowiecie Mołodów.

## Historia
Wzmiankowana w 1553 jako część księstwa pińskiego. W Rzeczypospolitej Obojga Narodów leżała w województwie brzeskolitewskim, w powiecie pińskim. Była wówczas królewszczyzną. Utracona w wyniku II rozbioru Polski.
W XIX i w początkach XX w. wieś i dwa folwarki położone w Rosji, w guberni mińskiej, w powiecie pińskim, w gminie Porzecze. Jeden z folwarków był własnością Ordów, drugi Koźlakowskich.
W dwudziestoleciu międzywojennym wieś i folwark leżące w Polsce, w województwie poleskim, w powiecie pińskim, w gminie Porzecze. W 1921 wieś liczyła 297 mieszkańców, zamieszkałych w 51 budynkach, w tym 273 tutejszych, 19 Żydów i 5 Białorusinów. 278 mieszkańców było wyznania prawosławnego i 19 mojżeszowego. Folwark liczył 12 mieszkańców, zamieszkałych w 2 budynkach, w tym 7 Polaków i 5 tutejszych. 7 mieszkańców było wyznania rzymskokatolickiego i 5 prawosławnego.
Po II wojnie światowej w granicach Związku Sowieckiego. Od 1991 w niepodległej Białorusi.